# Canberra International
Die Canberra International oder auch Capital International sind offene australische internationale Meisterschaften im Badminton. Austragungsort der Titelkämpfe ist Canberra. Bei den dokumentierten Austragungen 2000 und 2001 konnten Punkte für die Weltrangliste und Preisgeld erspielt werden.

## Die Sieger
| Jahr | Herreneinzel   | Dameneinzel   | Herrendoppel                       | Damendoppel                 | Mixed                               |
| ---- | -------------- | ------------- | ---------------------------------- | --------------------------- | ----------------------------------- |
| 2000 | Ng Wei         | Wang Chen     | Liu Kwok Wa Albertus Susanto Njoto | Chan Mei Mei Wang Chen      | Albertus Susanto Njoto Chan Mei Mei |
| 2001 | Colin Haughton | Lenny Permana | John Gordon Daniel Shirley         | Nicole Gordon Tammy Jenkins | Daniel Shirley Renee Flavell        |